# Codex Alimentarius
El Codex Alimentarius (que significa en llatí: "Codi alimentari") és una col·lecció internacional de codis, pràctiques, guies, estàndards i altres recomanacions relatives als aliments, la seva producció i la seguretat alimentària. El seu nom deriva del Codex Alimentarius Austriacus. El seu text és desenvolupat i mantingut per la comissió anomenada Codex Alimentarius Commission, que va ser establerta l'any 1963 per l'Organització per l'Alimentació i Agricultura de les Nacions Unides (FAO) i l'Organització Mundial per la Salut (OMS). La Comissió vol protegir la salut dels consumidors i assegurar bones pràctiques dins del comerç internacional. El Codex Alimentarius està reconegut per l'Organització Mundial del Comerç com a punt de referència internacional per resoldre problemes sobre seguretat alimentària, frau alimentari i protecció del consumidor.

## Abast
El Codex Alimentarius oficialment cobreix tots els aliments, processats, semiprocessats o crus, però presta més atenció als que estan directament adreçats a la venda als consumidors. A més dels estàndards específics cobreis els generals (etiquetatge, higiene, additius, residus de pesticides i procediments per la seguretat en l'ús de la biotecnologia). També conté guies per les inspeccions oficials d'exportació, importació i certificació.
El Codex Alimentarius es publica en versions en àrab, xinès, anglès, francès i castellà. Not tots els texts estan disponibles en tots els idiomes, com és habitual en els organismes de l'ONU.

## Controvèrsia
La controvèrsia sorgeix de considerar que el Codex Alimentarius és un estàndard de compliment obligatori o només voluntari. L'any 1996 hi va haver diferències d'opinió sobre si el Codex Alimentarius hauria de regular la venda com a medicines de plantes medicinals, vitamines i minerals.